# IC 1718
IC 1718 — галактика типу C (компактна галактика) у сузір'ї Трикутник.
Цей об'єкт міститься в оригінальній редакції індексного каталогу.